# Parma Associazione Calcio 1984-1985
Questa voce raccoglie le informazioni riguardanti il Parma Associazione Calcio nelle competizioni ufficiali della stagione 1984-1985.

## Stagione
Nella stagione 1984-1985 il Parma, da neopromosso, disputa il campionato di Serie B e come cinque stagioni prima, non riesce a mantenere la categoria appena conquistata.
Le cessioni estive di Stefano Pioli alla Juventus e Fausto Salsano alla Sampdoria indeboliscono la rosa, facendo emergere lacune, sia in difesa che in attacco, che non si sono colmate per tutta la stagione. Insieme al Taranto, i ducali fanno infatti da cenerentola nel torneo cadetto: nemmeno l'avvicendamento di tre allenatori riesce a rendere possibile la salvezza. Si ritorna in Serie C1 con il Padova, il Varese e i summenzionati tarantini, mentre salgono in Serie A il Pisa e il Lecce prime con 50 punti, con il Bari terzo a 49 punti.
Illude la tifoseria dei ducali l'accesso agli ottavi di finale della Coppa Italia, ottenuta nella fase a gironi estiva, dove la squadra chiude il proprio raggruppamento al secondo posto con 6 punti, alle spalle del Milan. In febbraio, con l'inizio della fase a eliminazione diretta, il Parma supera nel doppio confronto degli ottavi di finale la Roma, con due pareggi ma una decisiva rete in trasferta; poi a giugno, nei quarti di finale, cede il passo alla Fiorentina.
Con 11 reti Massimo Barbuti, delle quali una in Coppa e 10 reti in campionato, è stato il miglior marcatore stagionale dei crociati.

## Divise e sponsor
Lo sponsor tecnico per la stagione 1984-1985 fu Umbro, mentre lo sponsor ufficiale fu Prosciutto di Parma.
| Casa | Trasferta |

## Rosa
| N. |                   | Ruolo | Calciatore        |
| -- | ----------------- | ----- | ----------------- |
| -  | Italia (bandiera) | P     | Roberto Dore      |
| -  | Italia (bandiera) | P     | Rino Gandini      |
| -  | Italia (bandiera) | D     | Pierluigi Panizza |
| -  | Italia (bandiera) | D     | Silvano Benedetti |
| -  | Italia (bandiera) | D     | Moreno Farsoni    |
| -  | Italia (bandiera) | D     | Roberto Bruno     |
| -  | Italia (bandiera) | D     | Daniele Davin     |
| -  | Italia (bandiera) | D     | Giovanni Bia      |
| -  | Italia (bandiera) | D     | Stefano Mariani   |
| -  | Italia (bandiera) | D     | Roberto Mussi     |
| -  | Italia (bandiera) | C     | Fabio Aselli      |

| N. |                   | Ruolo | Calciatore         |
| -- | ----------------- | ----- | ------------------ |
| -  | Italia (bandiera) | C     | Nicola Berti       |
| -  | Italia (bandiera) | C     | Luciano Facchini   |
| -  | Italia (bandiera) | C     | Claudio Fermanelli |
| -  | Italia (bandiera) | C     | Enrico Lombardi    |
| -  | Italia (bandiera) | C     | Marco Marocchi     |
| -  | Italia (bandiera) | C     | Gabriele Pin       |
| -  | Italia (bandiera) | A     | Dante Bertoneri    |
| -  | Italia (bandiera) | A     | Oscar Damiani      |
| -  | Italia (bandiera) | A     | Marco Macina       |
| -  | Italia (bandiera) | A     | Massimo Barbuti    |
| -  | Italia (bandiera) | A     | Paolo Vinceti      |

## Risultati

### Serie B

#### Girone di andata
| Arbitro: | Baldi (Roma) |

|                             |           |  |
| Bivi 34’ (rig.), 62’ (rig.) | Marcatori |  |

| Parma 23 settembre 1984 2ª giornata | Parma        | 0 – 0 | Perugia | Stadio Ennio Tardini\| Arbitro: \| Baldi (Roma) \| |
| Arbitro:                            | Baldi (Roma) |       |         |                                                    |

| Arbitro: | Leni (Perugia) |

|                          |           |            |
| Chimenti 13’ Formoso 67’ | Marcatori | 4’ Barbuti |

| Arbitro: | Paparesta (Bari) |

|                |           |                                               |
| Fermanelli 43’ | Marcatori | 25’ Giovannelli 28’ Baldieri 30’ (rig.) Kieft |

| Arbitro: | Luci (Firenze) |

|            |           |  |
| Romano 71’ | Marcatori |  |

| Arbitro: | Bianciardi (Siena) |

|           |           |            |
| Pidone 1’ | Marcatori | 61’ Macina |

| Arbitro: | Ballerini (La Spezia) |

|             |           |  |
| Barbuti 81’ | Marcatori |  |

| Arbitro: | Pirandola (Lecce) |

|          |           |            |
| Ferri 8’ | Marcatori | 90’ G. Pin |

| Parma 11 novembre 1984 9ª giornata | Parma              | 0 – 0 | Genoa | Stadio Ennio Tardini\| Arbitro: \| Lombardo (Marsala) \| |
| Arbitro:                           | Lombardo (Marsala) |       |       |                                                          |

| Arbitro: | Greco (Lecce) |

|             |           |             |
| Pradella 3’ | Marcatori | 74’ Barbuti |

| Arbitro: | Lanese (Messina) |

|  |           |             |
|  | Marcatori | 49’ Cinello |

| Parma 2 dicembre 1984 12ª giornata | Parma             | 0 – 0 | Cagliari | Stadio Ennio Tardini\| Arbitro: \| Frigerio (Milano) \| |
| Arbitro:                           | Frigerio (Milano) |       |          |                                                         |

| Arbitro: | Da Pozzo (Monza) |

|                                               |           |             |
| Ugolotti 70’ (rig.) O. Tacchi 79’ Cannito 84’ | Marcatori | 58’ Barbuti |

| Arbitro: | Luci (Firenze) |

|  |           |          |
|  | Marcatori | 77’ Enzo |

| Arbitro: | Coppetelli (Tivoli) |

|                                                      |           |  |
| S. Benedetti 44’ (aut.) De Martino 52’ G. Tacchi 88’ | Marcatori |  |

| Arbitro: | Mattei (Macerata) |

|  |           |                |
|  | Marcatori | 49’ A. Bertoni |

| Arbitro: | Lombardo (Marsala) |

|                                 |           |  |
| Bongiorni 22’ D. Pellegrini 86’ | Marcatori |  |

| Arbitro: | Ongaro (Rovigo) |

|             |           |           |
| Damiani 64’ | Marcatori | 42’ Russo |

| Arbitro: | Magni (Bergamo) |

|                       |           |             |
| D. Ferrari 75’ (rig.) | Marcatori | 69’ Damiani |

#### Girone di ritorno
| Arbitro: | Ballerini (La Spezia) |

|              |           |  |
| Facchini 82’ | Marcatori |  |

| Arbitro: | Da Pozzo (Monza) |

|                                    |           |             |
| Gibellini 45’ (rig.) Novellino 52’ | Marcatori | 20’ Panizza |

| Arbitro: | Frigerio (Milano) |

|                                    |           |               |
| Damiani 16’ (rig.) E. Lombardi 54’ | Marcatori | 50’ Sgarbossa |

| Arbitro: | Greco (Lecce) |

|                  |           |            |
| Kieft 10’ (rig.) | Marcatori | 30’ Macina |

| Arbitro: | Pieri (Genova) |

|             |           |            |
| Barbuti 48’ | Marcatori | 84’ Romano |

| Arbitro: | Mattei (Macerata) |

|                 |           |  |
| E. Lombardi 56’ | Marcatori |  |

| Arbitro: | Tubertini (Bologna) |

|                                           |           |  |
| G. Pagliari 35’ Lorini 35’ Boccafesca 73’ | Marcatori |  |

| Arbitro: | Gabbrielli (Prato) |

|            |           |  |
| Macina 75’ | Marcatori |  |

| Arbitro: | Frigerio (Milano) |

|                    |           |             |
| Panizza 11’ (aut.) | Marcatori | 64’ Barbuti |

| Arbitro: | Redini (Pisa) |

|            |           |            |
| Barbuti 4’ | Marcatori | 84’ Fasolo |

| Arbitro: | Tubertini (Bologna) |

|           |           |  |
| Boito 69’ | Marcatori |  |

| Arbitro: | Ongaro (Rovigo) |

|            |           |  |
| Branca 90’ | Marcatori |  |

| Arbitro: | Leni (Perugia) |

|  |           |             |
|  | Marcatori | 56’ Perrone |

| Arbitro: | Lamorgese (Potenza) |

|                       |           |  |
| A. Di Chiara 48’, 52’ | Marcatori |  |

| Arbitro: | Vecchiatini (Bologna) |

|             |           |  |
| Barbuti 35’ | Marcatori |  |

| Arbitro: | Agnolin (Bassano del Grappa) |

|                                 |           |                         |
| Tovalieri 23’, 45’ F. Raggi 69’ | Marcatori | 10’ Vinceti 13’ Barbuti |

| Arbitro: | Mattei (Macerata) |

|                |           |              |
| Fermanelli 74’ | Marcatori | 6’ Bongiorni |

| Arbitro: | Baldi (Roma) |

|                                     |           |  |
| Farsoni 10’ (aut.) Russo 20’ (rig.) | Marcatori |  |

| Arbitro: | Greco (Lecce) |

|                                    |           |                    |
| E. Lombardi 29’ Barbuti 37’ (rig.) | Marcatori | 24’, 80’ Borgonovo |

### Coppa Italia

#### Primo turno
| Arbitro: | Pairetto (Torino) |

|            |           |                                      |
| Aselli 10’ | Marcatori | 15’ (rig.) Di Bartolomei 43’ Hateley |

| Arbitro: | Ongaro (Rovigo) |

|  |           |              |
|  | Marcatori | 80’ Del Nero |

| Arbitro: | Gabbrielli (Prato) |

|             |           |                |
| Fiorini 68’ | Marcatori | 48’ Fermanelli |

| Parma 2 settembre 1984 4ª giornata | Parma         | 0 – 0 referto | Triestina | Stadio Ennio Tardini\| Arbitro: \| Longhi (Roma) \| |
| Arbitro:                           | Longhi (Roma) |               |           |                                                     |

| Arbitro: | Lamorgese (Potenza) |

|            |           |  |
| G. Pin 89’ | Marcatori |  |

#### Fase finale
| Parma 13 febbraio 1985 Ottavi di finale - Andata | Parma          | 0 – 0 referto | Roma | Stadio Ennio Tardini\| Arbitro: \| Leni (Perugia) \| |
| Arbitro:                                         | Leni (Perugia) |               |      |                                                      |

| Arbitro: | Mattei (Macerata) |

|           |           |                 |
| Iorio 28’ | Marcatori | 70’ M. Marocchi |

| Arbitro: | Magni (Bergamo) |

|             |           |  |
| Barbuti 80’ | Marcatori |  |

| Arbitro: | Lanese (Messina) |

|                              |           |  |
| Moz 3’ Pulici 16’ Oriali 37’ | Marcatori |  |

## Statistiche

### Statistiche di squadra
| Competizione | Punti | In casa | In casa | In casa | In casa | In casa | In casa | In trasferta | In trasferta | In trasferta | In trasferta | In trasferta | In trasferta | Totale | Totale | Totale | Totale | Totale | Totale | DR  |
| Competizione | Punti | G       | V       | N       | P       | Gf      | Gs      | G            | V            | N            | P            | Gf           | Gs           | G      | V      | N      | P      | Gf     | Gs     | DR  |
| ------------ | ----- | ------- | ------- | ------- | ------- | ------- | ------- | ------------ | ------------ | ------------ | ------------ | ------------ | ------------ | ------ | ------ | ------ | ------ | ------ | ------ | --- |
| Serie B      | 26    | 19      | 6       | 8       | 5       | 14      | 14      | 19           | 0            | 6            | 13           | 11           | 33           | 38     | 6      | 14     | 18     | 25     | 47     | -22 |
| Coppa Italia |       | 5       | 2       | 2       | 1       | 3       | 2       | 4            | 1            | 2            | 1            | 3            | 5            | 9      | 3      | 4      | 2      | 6      | 7      | -1  |
| Totale       |       | 24      | 8       | 10      | 6       | 17      | 16      | 23           | 1            | 8            | 14           | 14           | 38           | 47     | 9      | 18     | 20     | 31     | 54     | -23 |

### Statistiche dei giocatori
| Giocatore     | Serie B  | Serie B | Serie B     | Serie B    | Coppa Italia | Coppa Italia | Coppa Italia | Coppa Italia | Totale   | Totale | Totale      | Totale     |
| Giocatore     | Presenze | Reti    | Ammonizioni | Espulsioni | Presenze     | Reti         | Ammonizioni  | Espulsioni   | Presenze | Reti   | Ammonizioni | Espulsioni |
| ------------- | -------- | ------- | ----------- | ---------- | ------------ | ------------ | ------------ | ------------ | -------- | ------ | ----------- | ---------- |
| F. Aselli     | 31       | 0       | ?           | ?          | 9            | 1            | ?            | ?            | 40       | 1      | ?           | ?          |
| M. Barbuti    | 36       | 10      | ?           | ?          | 7            | 1            | ?            | ?            | 43       | 11     | ?           | ?          |
| S. Benedetti  | 21       | 0       | ?           | ?          | 4            | 0            | ?            | ?            | 25       | 0      | ?           | ?          |
| N. Berti      | 27       | 0       | ?           | ?          | 4            | 0            | ?            | ?            | 31       | 0      | ?           | ?          |
| F. Bertolotti | 3        | 0       | ?           | ?          | 1            | 0            | ?            | ?            | 4        | 0      | ?           | ?          |
| D. Bertoneri  | 8        | 0       | ?           | ?          | -            | -            | -            | -            | 8        | 0      | 0+          | 0+         |
| G. Bia        | 1        | 0       | ?           | ?          | -            | -            | -            | -            | 1        | 0      | 0+          | 0+         |
| R. Bruno      | 23       | 0       | ?           | ?          | 9            | 0            | ?            | ?            | 32       | 0      | ?           | ?          |
| Burgato       | -        | -       | -           | -          | 5            | 0            | ?            | ?            | 5        | 0      | 0+          | 0+         |
| O. Damiani    | 20       | 3       | ?           | ?          | 4            | 0            | ?            | ?            | 24       | 3      | ?           | ?          |
| D. Davin      | 30       | 0       | ?           | ?          | 8            | 0            | ?            | ?            | 38       | 0      | ?           | ?          |
| Del Nero      | -        | -       | -           | -          | 3            | 1            | ?            | ?            | 3        | 1      | 0+          | 0+         |
| R. Dore       | 27       | -28     | ?           | ?          | 4            | -1           | ?            | ?            | 31       | -29    | ?           | ?          |
| L. Facchini   | 24       | 1       | ?           | ?          | -            | -            | -            | -            | 24       | 1      | 0+          | 0+         |
| M. Farsoni    | 36       | 0       | ?           | ?          | 8            | 0            | ?            | ?            | 44       | 0      | ?           | ?          |
| C. Fermanelli | 17       | 2       | ?           | ?          | 9            | 1            | ?            | ?            | 26       | 3      | ?           | ?          |
| R. Gandini    | 11       | -19     | ?           | ?          | 6            | -6           | ?            | ?            | 17       | -25    | ?           | ?          |
| E. Lombardi   | 26       | 3       | ?           | ?          | 5            | 0            | ?            | ?            | 31       | 3      | ?           | ?          |
| S. Mariani    | 5        | 0       | ?           | ?          | 5            | 0            | ?            | ?            | 10       | 0      | ?           | ?          |
| M. Marocchi   | 27       | 0       | ?           | ?          | 8            | 1            | ?            | ?            | 35       | 1      | ?           | ?          |
| M. Macina     | 26       | 3       | ?           | ?          | 7            | 0            | ?            | ?            | 33       | 3      | ?           | ?          |
| G. Murelli    | 2        | 0       | ?           | ?          | 1            | 0            | ?            | ?            | 3        | 0      | ?           | ?          |
| R. Mussi      | 16       | 0       | ?           | ?          | 4            | 0            | ?            | ?            | 20       | 0      | ?           | ?          |
| P. Panizza    | 31       | 1       | ?           | ?          | 8            | 0            | ?            | ?            | 39       | 1      | ?           | ?          |
| B. Pelagatti  | 1        | 0       | ?           | ?          | -            | -            | -            | -            | 1        | 0      | 0+          | 0+         |
| G. Pin        | 38       | 1       | ?           | ?          | 5            | 1            | ?            | ?            | 43       | 2      | ?           | ?          |
| P. Vinceti    | 4        | 1       | ?           | ?          | 2            | 0            | ?            | ?            | 6        | 1      | ?           | ?          |